# Malta (Ohio)
Malta é uma vila localizada no estado norte-americano de Ohio, no Condado de Morgan.

## Demografia
Segundo o censo norte-americano de 2000, a sua população era de 696 habitantes.
Em 2006, foi estimada uma população de 668, um decréscimo de 28 (-4.0%).

## Geografia
De acordo com o United States Census Bureau tem uma área de
0,9 km², dos quais 0,8 km² cobertos por terra e 0,1 km² cobertos por água.

## Localidades na vizinhança
O diagrama seguinte representa as localidades num raio de 20 km ao redor de Malta.